# La Sauvetat (Puy-de-Dôme)
La Sauvetat ist eine französische Gemeinde mit 725 Einwohnern (Stand: 1. Januar 2022) im Département Puy-de-Dôme in der Region Auvergne-Rhône-Alpes. Sie gehört zum Arrondissement  Clermont-Ferrand und zum Kanton Les Martres-de-Veyre (bis 2015: Kanton Veyre-Monton).

## Geographie
La Sauvetat liegt etwa 17 Kilometer südsüdöstlich von Clermont-Ferrand. Umgeben wird La Sauvetat von den Nachbargemeinden Veyre-Monton im Norden, Corent im Nordosten, Authezat im  Osten und Südosten, Plauzat im Süden und Westen sowie Tallende im Nordwesten. 
Durch die Gemeinde führt die Autoroute A75.

## Geschichte
Im Mittelalter war La Sauvetat Sitz einer Kommende des Johanniterordens. 
Bis 1872 formte bildeten die heute eigenständigen Gemeinde Authezat und La Sauvetat die Gemeinde Authezat-la-Sauvetat.

## Wappen
Beschreibung: In Rot ein goldgefasster blauer stehender Vierpass mit aufgelegtem roten Schild mit  silbernen durchgehendes Kreuz.

## Einwohnerentwicklung
| Jahr                       | 1962 | 1968 | 1975 | 1982 | 1990 | 1999 | 2006 | 2013 |
| Einwohner                  | 529  | 479  | 518  | 555  | 591  | 591  | 631  | 685  |
| Quellen: Cassini und INSEE |      |      |      |      |      |      |      |      |

## Sehenswürdigkeiten
- Befestigungsanlagen des Ortes mit Donjon
- Kirche Saint-Jean-Baptiste

## Persönlichkeiten
- Jean Pinot (1890–1961), Fechter und zweifacher Olympiasieger

## Weblinks

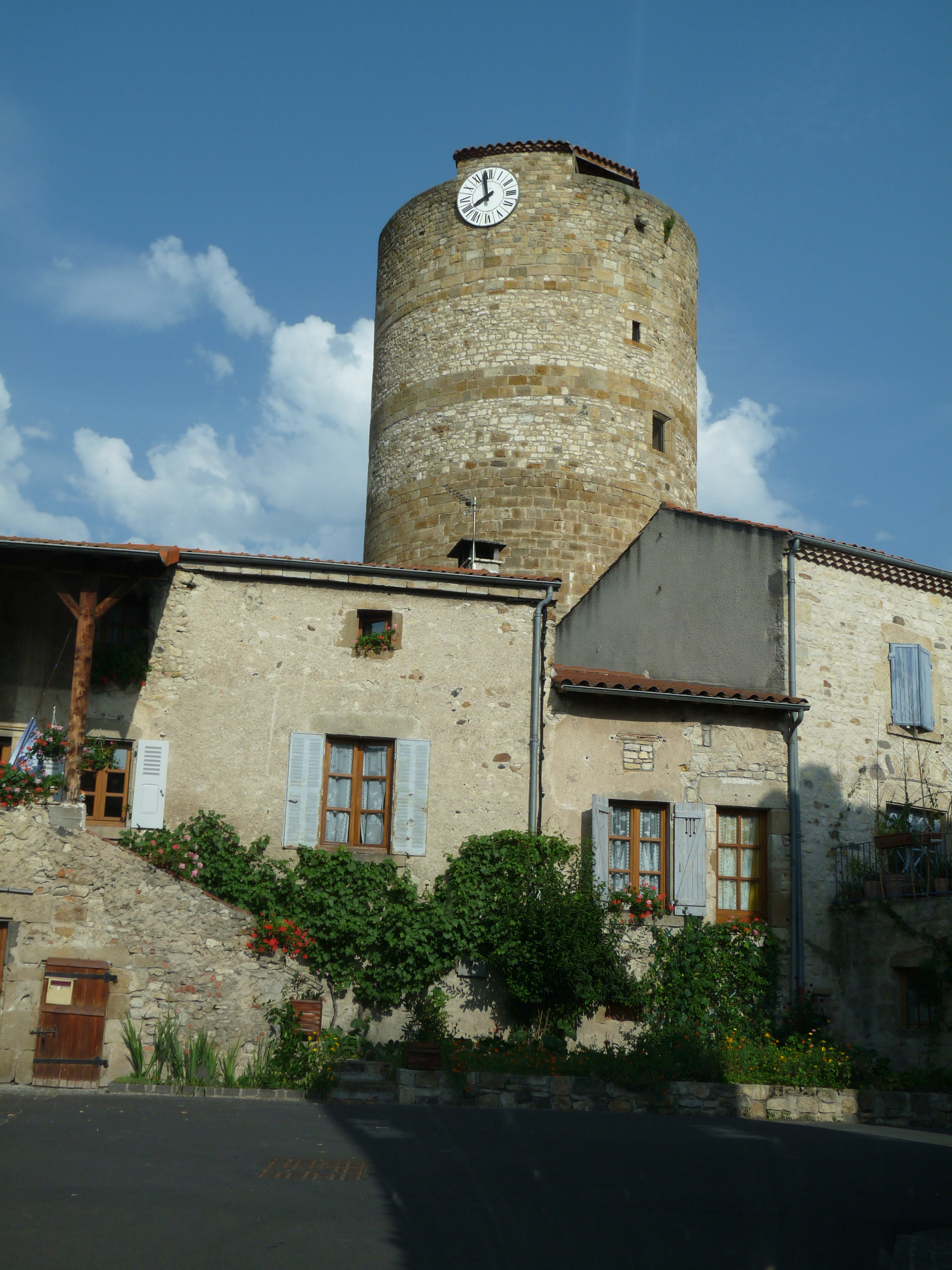
Donjon in La Sauvetat